# Rohnsdorf
Rohnsdorf ist eine Ortschaft in der Gemeinde Liebenfels im Bezirk Sankt Veit an der Glan in Kärnten (Österreich). Die Ortschaft hat 70 Einwohner (Stand 1. Jänner 2024). Sie liegt teils auf dem Gebiet der Katastralgemeinde Liebenfels, teils auf dem Gebiet der Katastralgemeinde Hardegg; vor 1958 war das Dorf auch auf zwei politische Gemeinden aufgeteilt.

## Lage
Die Ortschaft liegt im Südwesten des Bezirks Sankt Veit an der Glan, südlich des Gemeindehauptorts Liebenfels. Der nordöstliche Teil des Dorfs liegt auf dem Gebiet der Katastralgemeinde Liebenfels, der Rest des Dorfs auf dem Gebiet der Katastralgemeinde Hardegg.
Im Ort werden die folgenden Hofnamen geführt: Mattelbauer (Nr. 1), Walch (Nr. 2), Gosropp (Nr. 3), Glanbauer (Nr. 5), Lenz (Nr. 6), Schütz (Nr. 7), Manschkeusche (Nr. 9), Primas (Nr. 10), Geiger (Nr. 11), Niklas (Nr. 12), Bachkeusche (Nr. 15), Pongerl (Nr. 17), Müllnerhansl (Nr. 19), Schusterlenz (Nr. 20), Thalle (Nr. 21), Binderkeusche (Nr. 22), Schneiderlipp (Nr. 23) und Pichlbauer (Nr. 24).

## Geschichte
Der Ort wurde 1444 als Vronsdorf genannt. Ab 1616 befand sich die Filialkirche St. Magdalena im Ort, die 1767 abbrannte. Durch das Dorf verlief die Grenze zwischen den Landgerichten Hardegg und Karlsberg, daher wurde auch die Grenze der Katastralgemeinden quer durch den Ort gezogen. In der ersten Hälfte des 19. Jahrhunderts gehörte der nordöstliche Teil des Dorfs als Teil der Steuergemeinde Feistritz (heutiger Name: Liebenfels) zum Steuerbezirk Karlsberg, der Rest des Dorfs als Teil der Steuergemeinde Hardegg gehörte zum Steuerbezirk Hardegg. Bei Gründung der Ortsgemeinden im Zuge der Reformen nach der Revolution 1848/49 kam der nordöstliche Teil an die Gemeinde Feistritz (1865 in Gemeinde Pulst umbenannt), der Rest des Dorfs an die Gemeinde Hardegg. Ein Großbrand im Jahr 1900 zerstörte 13 Gebäude. 1958 kam der gesamte Ort an die Gemeinde Liebenfels, die damals durch die Fusion der Gemeinden Hardegg, Pulst und Liemberg entstand.

## Bevölkerungsentwicklung
Für das Dorf ermittelte man folgende Einwohnerzahlen:
- 1869: 24 Häuser, 159 Einwohner (davon zur Gemeinde Hardegg 13 Häuser, 108 Einwohner),[4] zur Gemeinde Pulst 11 Häuser, 51 Einwohner[5]
- 1880: 24 Häuser, 144 Einwohner (davon zur Gemeinde Hardegg 13 Häuser, 92 Einwohner),[6] zur Gemeinde Pulst 11 Häuser, 52 Einwohner[7]
- 1890: 24 Häuser, 149 Einwohner (davon zur Gemeinde Hardegg 12 Häuser, 89 Einwohner),[8] zur Gemeinde Pulst 12 Häuser 60 Einwohner[9]
- 1900: 23 Häuser, 118 Einwohner (davon zur Gemeinde Hardegg 12 Häuser, 75 Einwohner),[10] zur Gemeinde Pulst 11 Häuser, 43 Einwohner[11]
- 1910: 23 Häuser, 148 Einwohner (davon zur Gemeinde Hardegg 12 Häuser, 89 Einwohner),[12] zur Gemeinde Pulst 11 Häuser, 59 Einwohner[13]
- 1923: 23 Häuser, 138 Einwohner (davon zur Gemeinde Hardegg 12 Häuser, 89 Einwohner),[14] zur Gemeinde Pulst 11 Häuser, 49 Einwohner[15]
- 1934: 158 Einwohner (davon zur Gemeinde Hardegg 99 Einwohner)[16], zur Gemeinde Pulst 59 Einwohner[17]
- 1961: 23 Häuser, 105 Einwohner[18]
- 2001: 33 Gebäude (davon 29 mit Hauptwohnsitz) mit 36 Wohnungen; 106 Einwohner und 0 Nebenwohnsitzfälle; 36 Haushalte; 2 Arbeitsstätten, 12 land- und forstwirtschaftliche Betriebe[19]
- 2011: 37 Gebäude, 86 Einwohner, 35 Haushalte, 6 Arbeitsstätten[20]
- 2021: 36 Gebäude, 88 Einwohner, 32 Haushalte, 9 Arbeitsstätten[21]